# Lolong
Lolong (mất ngày 10 tháng 2 năm 2013) là một con cá sấu và là cá thể lớn nhất sống trong môi trường nuôi nhốt. Nó là một con cá sấu nước mặn (Crocodylus porosus) được đo với chiều dài 6,17 m (20 ft 3 in) và nặng 1.075 kg (2.370 lb), khiến nó trở thành một trong những con cá sấu lớn nhất từng được đo từ mõm đến đuôi.
Vào tháng 11 năm 2011, chuyên gia về cá sấu người Úc, Tiến sĩ Adam Britton của Hội Địa lý Quốc gia Hoa Kỳ đã gây mê và đo kích thước của Lolong trong chuồng của nó và xác nhận nó là con cá sấu lớn nhất thế giới từng bị bắt và giam cầm.
Lolong chết trong điều kiện nuôi nhốt vào khoảng 8 giờ tối ngày 10 tháng 2 năm 2013 do viêm phổi và ngừng tim.

## Quá trình bắt giữ và môi trường sống
Lolong bị bắt tại một con lạch Bunawan thuộc tỉnh Agusan del Sur ở Philippines vào ngày 3 tháng 9 năm 2011. Nó bị bắt dưới sự hợp tác chung của đơn vị chính quyền địa phương, người dân và những thợ săn cá sấu ở Palawan. Con cá sấu khổng lồ đã bị săn bắt trong khoảng thời gian dài ba tuần; khi nó được tìm thấy, phải mất đến khoảng 100 người để đưa nó vào bờ. Nó trở nên hung hăng vào một số thời điểm trong lúc đang bị bắt giữ, và nó đã hai lần phá vỡ dây trói trước khi cuối cùng bị khống chế chặt. Nó được ước tính ít nhất là 50 tuổi.
Lolong bị nghi ngờ là đã ăn thịt một ngư dân bị mất tích ở thị trấn Bunawan và cũng ăn thịt một bé gái 12 tuổi có đầu được phát hiện hai năm trước khi nó bị bắt. Nó cũng là nghi phạm chính trong vụ mất tích của những con trâu nước ở trong các khu vực được người ta biết đến. Trong quá trình kiểm tra dạ dày của nó sau khi nó bị bắt, không có con trâu nước nào còn sót lại được báo cáo là mất tích trước khi bắt được Lolong, cũng như không còn dấu vết xác người nào.
Nhà hoạt động tổ chức phi chính phủ Animal Kingdom Foundation Inc., với sự hợp tác của Những người tranh đấu cho sự đối xử có đạo đức với động vật (People for the Ethical Treatment of Animal) đã thúc giục chính quyền địa phương Bunawan trả lại Lolong cho lạch barangay Nueva Era, nơi họ đã bắt giữ loài bò sát khổng lồ này. Nhưng trong một cuộc tranh luận đã diễn ra, thị trưởng Bunawan Edwin "Cox" Elorde và cư dân của barangay đã phản đối việc thả cá sấu trở lại, họ cho rằng nó sẽ lại tiếp tục sẽ đe dọa những người dân sống ở vùng lân cận con lạch.

## Đặt tên
Con cá sấu được đặt theo tên Ernesto "Lolong" Goloran Cañete, ông là một trong những thợ săn cá sấu kỳ cựu đến từ Trung tâm bảo tồn động vật hoang dã và cá sấu Palawan, là người dẫn đầu cuộc săn lùng Lolong. Sau nhiều tuần rình rập, cuộc săn lùng Lolong đã gây thiệt hại đến sức khỏe của Cañete. Ông ta đã chết vì đau tim vài ngày trước khi con cá sấu bị bắt.

## Nuôi nhốt và triễn lãm cho công chúng
Bunawan đã biến Lolong thành tâm điểm của một công viên du lịch sinh thái về các loài vật được tìm thấy ở vùng đầm lầy gần thị trấn này. Thị trưởng Elorde nói: "Chúng tôi sẽ chăm sóc con cá sấu này bởi vì nó sẽ thúc đẩy du lịch của chúng tôi và chúng tôi biết nó có thể giúp đỡ về thu nhập và công việc của thị trấn cho cộng đồng làng của chúng tôi."
Con cá sấu khổng lồ được nhốt trong chuồng tại Trung tâm bảo tồn động vật hoang dã và sinh thái Bunawan ở Barangay Consuelo nằm cách thị trấn 8 km. Cuộc triển lãm đã được mở cửa cho công chúng vào ngày 17 tháng 9 năm 2011, sau khi nhận được sự cho phép từ Trung tâm bảo tồn và bảo tồn động vật hoang dã Palawan. Hội đồng thành phố Bunawan sau đó đã thông qua một sắc lệnh quy định và áp đặt lệ phí vào cổng, bãi đậu xe và các loại phí khác tại khu sinh thái nơi cá sấu khổng lồ nổi tiếng cư trú.
Mặc dù ecopark có phí vào cổng là 20 peso cho người lớn và ít hơn cho trẻ em, những khoản tiền này sẽ được sử dụng để bảo trì công viên và để cung cấp thực phẩm cho Lolong. Bunawan Ecopark cũng đang phát sinh chi phí cho điện, bảo trì và các chi phí phát sinh khác, chẳng hạn như lắp đặt camera quan sát. Theo Thị trưởng Bunawan Elorde, tính đến ngày 26 tháng 10 năm 2011, con cá sấu nổi tiếng đã kiếm được gần nửa triệu peso trong việc quyên góp, phí vào cửa và phí đỗ xe, với thu nhập hàng ngày khoảng 10.000 P trong tháng đó.

## Kỉ lục thế giới
Vào tháng 6 năm 2012, sáu tháng sau khi nhà động vật học và cá sấu người Úc, Tiến sĩ Adam Britton thu thập được các phép đo kích thước, Lolong đã được Sách Kỷ lục Guinness chính thức công nhận là con "cá sấu lớn nhất thế giới sống trong nuôi nhốt" với chiều dài 6,17 m (20 ft 3 in). Các chuyên gia của Kênh National Geographic đã phát hiện ra rằng Lolong phá vỡ kỷ lục của con cá sấu giữ kỷ lục trước đó là 5,48 m (18 ft 0 in) của một cá sấu nước mặn đực tên là Cassius được nuôi giữ trong công viên cá sấu MarineLand Melanesia ở Queensland, Australia. Giấy chứng nhận đã được đọc trước công chúng trong lễ hội của địa phương diễn ra hàng năm của Bunawan, Araw Ng Bunawan (Ngày Bunawan).

## Cái chết

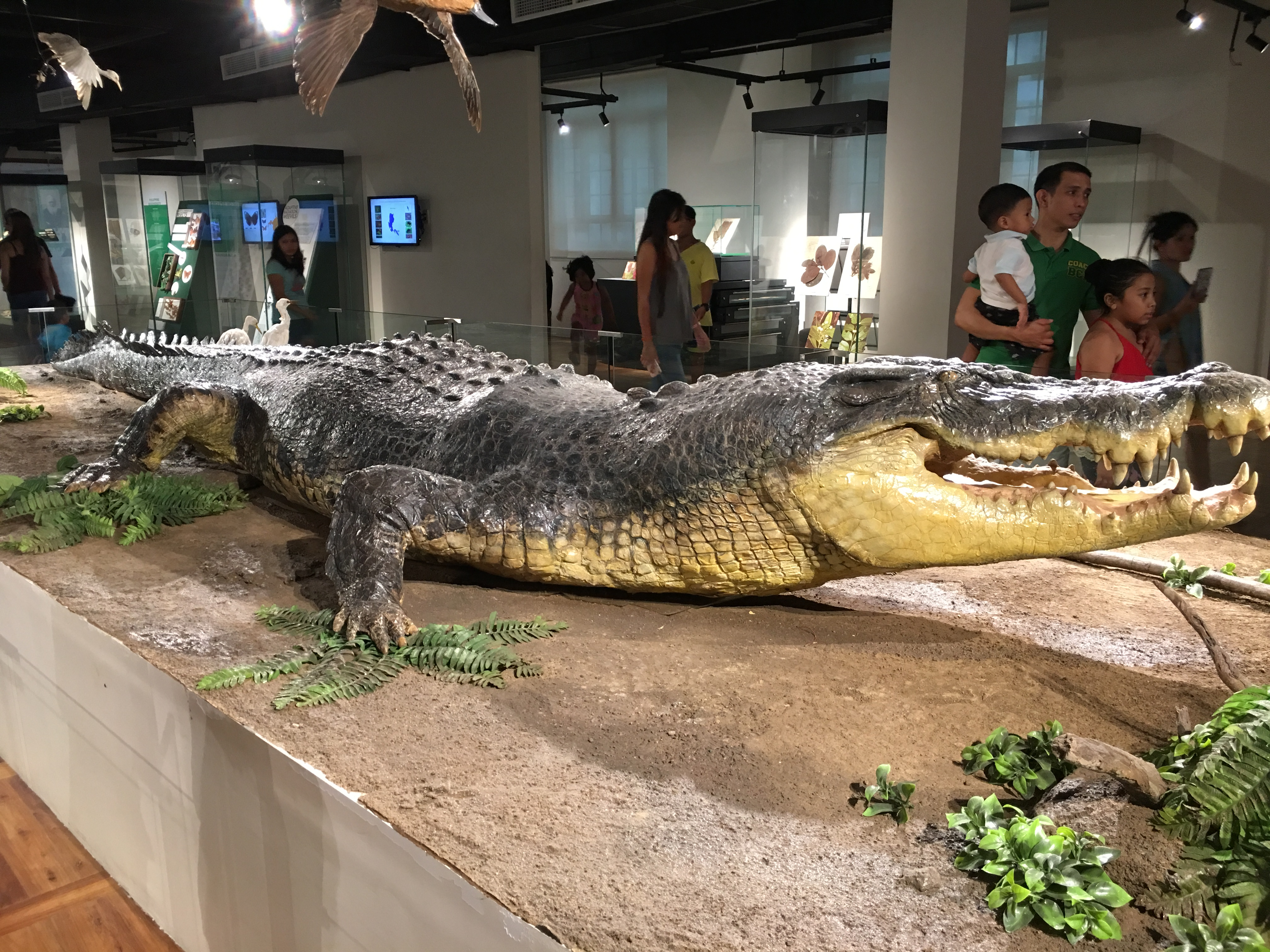
Mẫu vật độn xác của Lolong tại Bảo tàng Quốc gia Philippines

Lolong được tìm thấy đã chết bên trong khu chuồng của nó vào khoảng 8 giờ tối ngày 10 tháng 2 năm 2013. Nó được cho là đã chết vì viêm phổi và ngừng tim, tình trạng nặng hơn do nhiễm nấm và bị căng thẳng. Hài cốt của nó được bảo quản bằng phương pháp độn xác tại Bảo tàng Lịch sử Tự nhiên Quốc gia Philippines.

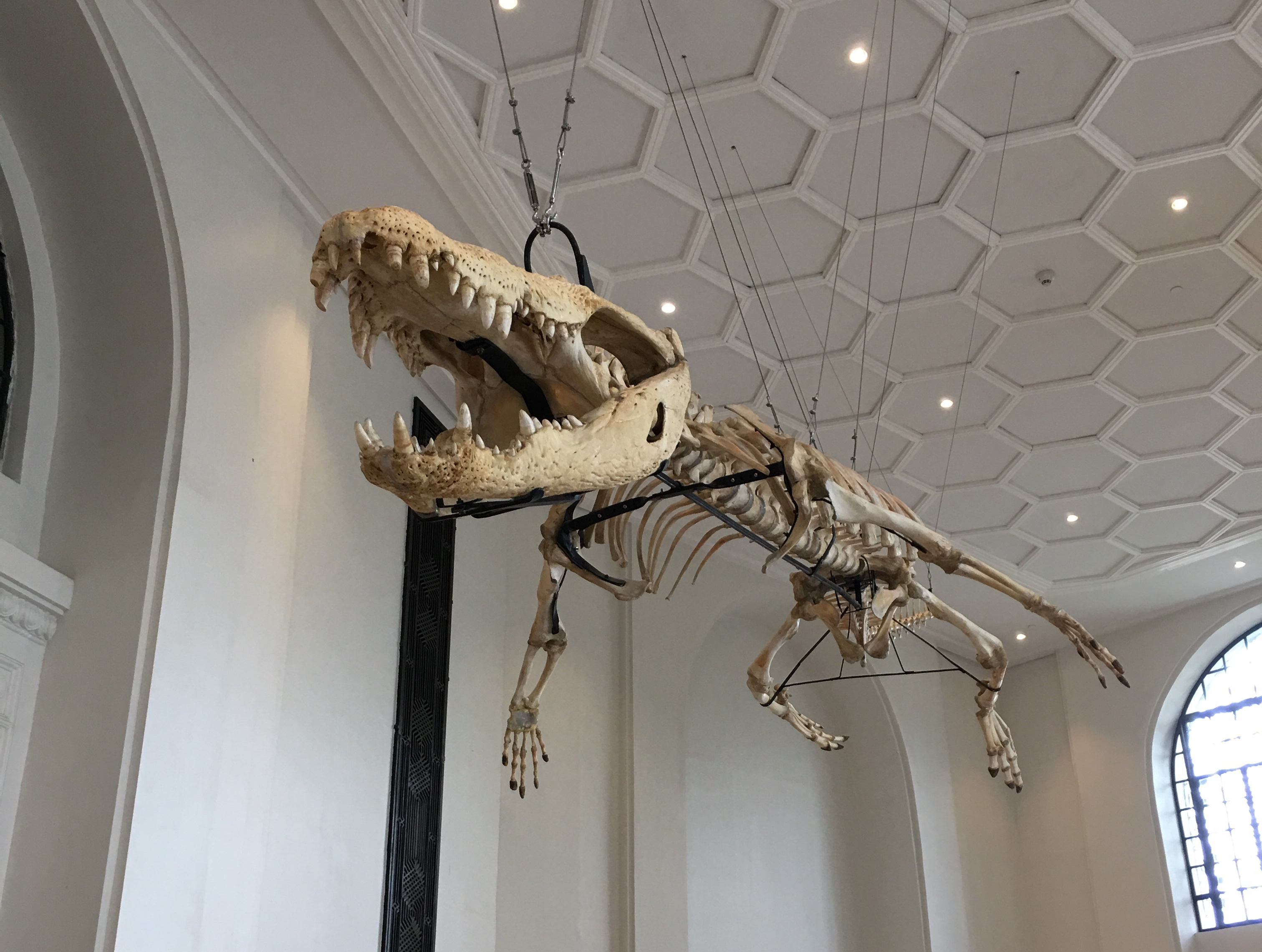
Bộ xương của Lolong được bảo quản tại Bảo tàng Quốc gia Philippines